# 노각

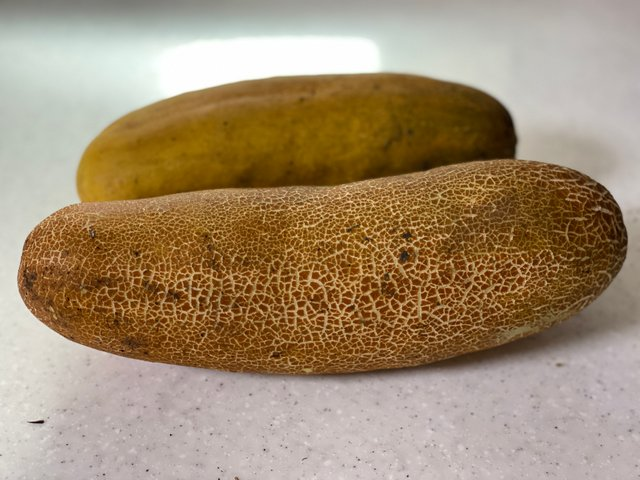
노각

노각(老-)은 늙은 조선오이 열매이다. 빛이 누렇게 된 오이라는 뜻의 황과(黃瓜)로도 부른다. 충분히 익어 진노란색 겉껍질에 그물 모양이 고르게 나타나며, 풋오이보다 껍질이 거칠고 조직에 수분이 적어 단단하다. 단맛이 있으며, 생채로 무쳐 먹거나 장아찌, 김치를 담가 먹는다. 찌개에 넣기도 한다.

## 사진

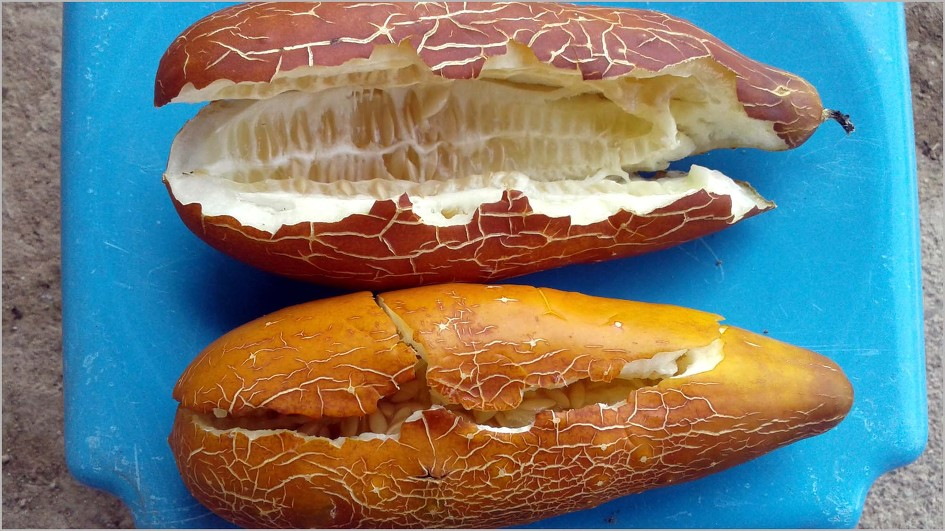
노각
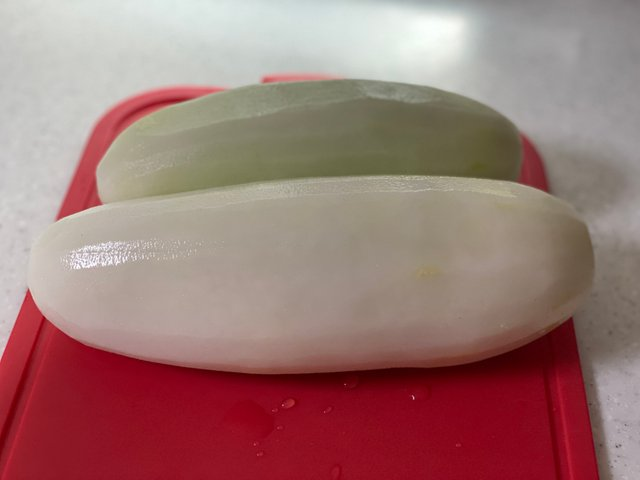
껍질을 벗긴 노각
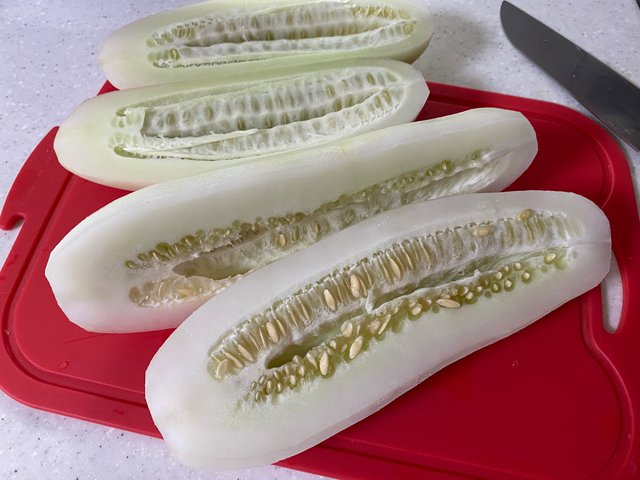
노각 단면
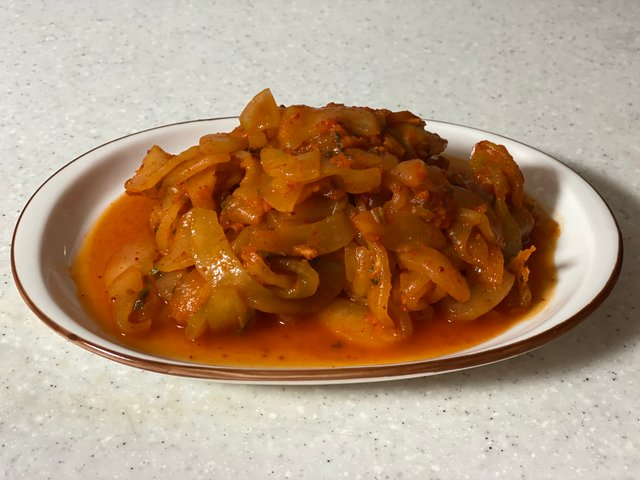
노각무침
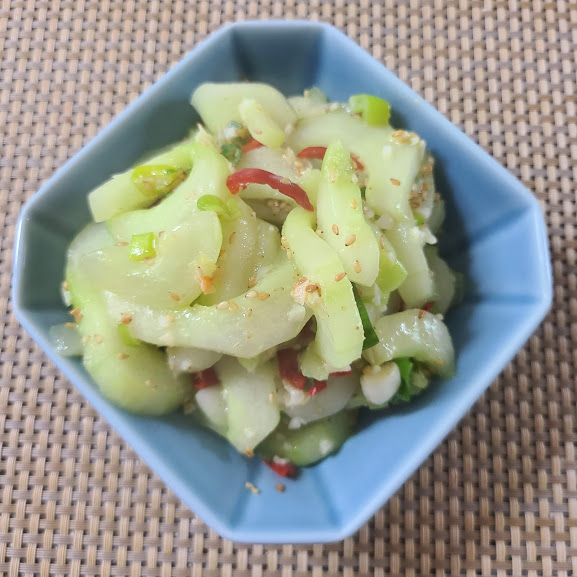
노각볶음

## 같이 보기
- 조선오이